# 忍法十番勝負
『忍法十番勝負』（にんぽうじゅうばんしょうぶ）は、日本の漫画短編集。秋田書店の月刊漫画雑誌『冒険王』1964年（昭和39年）新年特大号から10月号にかけて連載された、10人の漫画家によるリレー方式のアンソロジー漫画である。1966年10月に同社よりサンデーコミックスとして単行本が発行された。1989年には秋田漫画文庫として上下巻2分冊の文庫化がなされ、更に2003年に1冊にまとめられた秋田文庫としてリニューアルされた。また、やはり秋田書店から2013年8月にコンビニコミック版（秋田トップコミックスW）が発売された。サンデーコミックス版は50以上の版を重ね、2015年6月現在でも新品が入手可能である。

## ストーリー
一番勝負（第一話）の登場人物の会話によれば、物語は大坂夏の陣の2ヶ月ほど前、即ち慶長20年（1615年）の2月頃に端を発する。大坂城秘密の抜け穴の絵図面が記された巻物を巡る忍者同士の死闘を描く。
- 一番勝負（作者：堀江卓）

夕月村という山村を舞台とする。住人は大坂城建設に携わった54人の大工達で、秘密の抜け穴の絵図面を隠し持っていたお陰で、山奥に追放されただけで命は奪われなかったという。2度目の大坂城攻撃を目前にして一番乗りの功名を狙う諸大名の使者が何人も訪れていたが、あるじは54人の命綱である絵図面を決して手放そうとはしなかった。しかし鼠を用いペストを感染させる謀略を得意とする忍者により村はパニックとなり、隠し場所から絵図面を取り出したあるじも致命傷を負わされ絵図面は奪い去られてしまう。村中から掻き集めた一万両の金で忍者を雇って、絵図面を取り戻すよう言い残してあるじは息を引き取った。金の匂いを嗅ぎ付けて集まって来た忍者達を全て始末した、ふくろうと名乗る凄腕の忍者がその任を引き受けることとなった。
- 二番勝負（作者：藤子不二雄Ⓐ - 発表当時は共同ペンネームの藤子不二雄[3]）

絵図面は夕月村には戻らず、風来忍者流れ星が中山道醒井宿で賞金稼ぎの忍者（一番勝負のふくろうとは別人）から奪い取っていた。絵図面を狙う甲賀ねむり組の忍者の群れが執拗に流れ星に襲い掛かり、奮闘空しくねむり組の頭領眠り頭巾に深手を負わされ絵図面を奪い取られる。しかしその絵図面は偽物であり、瀕死の流れ星は待ち合せ場所に辿り付き弟の雪丸に絵図面を託し息絶える。雪丸は兄の遺言に従い真田幸村の下に向かい、絵図面と引き換えに士官をしようと決意する。紀伊九度山に向かう雪丸にもまた、真田忍党六法師や絵図面が偽物と気付いたねむり組が襲い掛かる。
- 三番勝負（作者：松本零士 - 発表当時は松本あきら[4]）

前作で鷹が何処ともなく持ち去った絵図面は、伊予国壺神山中腹に位置する大平の里という小さな村に偶然もたらされていた。絵図面を狙い徳川方の伊賀忍者10名と豊臣方の甲賀忍者10名が大平の里に押し寄せる。大平の里は戦いに敗れた優れた忍者達が戦乱を避け平和に暮らす集落でもあり、彼らを陣営に引き込もうという思惑もあった。特に伊賀十忍衆の頭目服部半蔵は大平の若殿風丸を気に入り、盛んに味方になることを勧めた。大平の忍者達は徐々に倒されていき、数名を残すのみとなった。風丸は甲賀十忍衆の頭目陽炎魔を倒し、半蔵もまた絵図面を断念し去っていくが、風丸は自分たちが忍者である限り平穏を望めないことを痛感し、里を去り散り散りとなる決心をする。
- 四番勝負（作者：古城武司）

絵図面はかげろう組という忍者集団の手に渡っていたが、伊賀の夜叉丸という忍者が裏切り絵図面を奪って飛騨忍党に走った。かげろう組の老忍洞玄は夜叉丸の手にかかり瀕死の状態になりながら孫の風丸を呼び寄せた。風丸は味方の顔も敵の顔も全く知らないという状況下での闘いを余儀なくされる。かげろう組の証しである金の札を頼りに何とか味方を見付け出し飛騨忍党を追い詰め壊滅状態に追い込むが、味方も失われ独りで探索を続ける状況に戻ってしまう。大阪で漸く見付かった最後の一人の味方と共に飛騨忍党の生き残りに臨み、夜叉丸と思われる最後の一人も倒したが絵図面は見付からなかった。そして最後に敵味方の顔を知らないという弱点をつかれ窮地に陥ってしまう。
- 五番勝負（作者：桑田次郎）

絵図面は黒雲が峰という深山に住む「魔王」と名乗る忍者の手に渡っていた。普通の人間では登ることすら叶わぬ険しい山に、徳川方・豊臣方双方から何人もの忍者が臨んで絵図面を奪おうと試みたが、悉く魔王の返り討ちに合って物言わぬ死体と化した。真田幸村はかすみ丸という少年忍者を魔王討伐に送り込んだ。江戸の猿飛佐助の報告によれば徳川方は新たに3人の忍者を送り込んでおり、かすみ丸はその3人とも闘わなくてはならない。山中でかすみ丸は徳川方の忍者を2人まであっさりと倒した。そして残る1人は魔王によって倒されていた。魔王の挑発的な招きに応じ、かすみ丸は魔王の小屋に正面から臨み最終決戦へと突入する。
- 六番勝負（作者：一峰大二）

主人公は前作と同じかすみ丸という名前であるが、登場人物の会話から別人であると思われる。後一歩で前作のかすみ丸が奪い損なった絵図面は、幸村が放った第2軍団の手に渡っていた。しかし柳生又右衛門尉宗矩を頭とする徳川方忍者に仲間は悉く殺された。幻術で逃れたかすみ丸に対し宗矩は敢えて部下を持ち場に残し、剣士として一対一の闘いに臨むべく単身霧が峠に向かう。かすみ丸もまた宗矩が待ち受けているであろうと推測しながら、一番手薄と思われる霧が峠に向かった。かすみ丸は一計を案じ宗矩の平常心を乱すため、絵図面そのものを囮に使い宗矩を追い詰めていく。しかし絵図面は守り抜いたものの、かすみ丸も瀕死の重傷を負ってしまう。
- 七番勝負（作者：白土三平）

絵図面は徳川方の忍者犬万の手に渡っていた。絵図面を奪還すべく真田方の忍者宿鳥（やどり）が挑んだ。犬を操る犬万と鳥を操る宿鳥の術が激突し、一旦は小休止を見たものの鳥が夜間に行動出来ない弱点をつかれて宿鳥は敗れた。宿鳥の合図を受けてガンダメが参戦、犬万の後を追った。ガンダメは犬の牙も手裏剣も意に介さない頑健な肉体の持ち主であり、犬万はなす術も無く敗れた。しかし絵図面を奪い取ろうとするガンダメより早く、忍犬のシジマが絵図面を奪い取って駆け去っていく。ガンダメは後を追いシジマの隠し場所を突き止め、絵図面を手に入れようとしてシジマの罠に掛かった。そして絵図面は服部半蔵の下に届けられる。
- 八番勝負（作者：小沢さとる）

服部半蔵は絵図面を元に多くの部下達に抜け穴を探らせていたが、悉く不首尾終わり絵図面の信憑性に疑問を抱いていた。徳川家康もまた元々抜け穴など存在しないのではないかと考えていた。自信家の豊臣秀吉が天下に権勢を示すために建てた城に、万が一のための抜け穴など作る筈が無いと。しかし大きないくさが近付き人心が乱れる中、諸大名の注意が絵図面に集中するのは寧ろ好都合であり、絵図面を作った人物もそれが狙いであったろうと推察する。家康は絵図面に信憑性を持たせるため命がけで守るよう半蔵に命じる一方で、半蔵の腹心の部下伊賀丸に腕試しに半蔵から絵図面を奪い取ってみないかと焚き付ける。
- 九番勝負（作者：石ノ森章太郎 - 発表当時は石森章太郎[5]）

前作で甲賀者が重傷を負いながらも持ち去った絵図面は同じ甲賀忍者の手に渡っていたが、絵図面を狙う影磨呂たち伊賀忍者二人組に倒される。最後の力を振り絞って火薬で飛ばした絵図面の巻物は、偶然流れ者の忍者三人組の手に渡った。三人組はかなりの使い手で、追手の伊賀者をあっさりと退ける。三人組の1人進吾は絵図面の信憑性に疑問を抱いた。やがて絵図面を狙い、伊賀者のみならず山の行者と呼ばれる白忍者も集まって来る。三者入り乱れ、最後には白忍者の地震による地割れや伊賀忍者の山犬の大軍を呼び寄せる大技が乱れ飛ぶ中、進吾が火薬を使用した荒技でけりをつけた。進吾は生き残った伊賀の若者・鈴彦に絵図面が偽物であることを告げた上で託す。
- 十番勝負（作者：横山光輝）

合戦が近付く中、徳川家康は最早絵図面とは無関係に大坂城の抜け穴を忍者達に探らせていたが、悉く霧隠才蔵達の返り討ちにあっていた。天海僧正は今の家康なら正攻法で大坂城を落とすのは容易いものを何故抜け道に拘るのか家康に問い質した。家康は孫の千姫救出のためと答え、天海はおのれの不明を恥じた。天海の命を受けた忍者、幻妙斉、夢麿、内膳の3人が大坂城に忍び込む。囮役の幻妙斉、正攻法で探りを入れていた内膳は才蔵たちに倒された。夢麿は眠っている相手から秘密を聞き出す「夢語り」の術で10人の武将から抜け穴について聞き出そうと試みるも失敗。最後に豊臣秀頼本人から聞き出そうとしたが猿飛佐助に阻止された。夢麿は幻術で佐助を追い詰めるも敗れ、最後に偶然抜け穴を発見することになる。しかしその情報が徳川方に齎されることは無かった。

## 主な登場人物

### 一番勝負
フクロウと名乗る忍者
夕月村に1万両で雇われ、大阪城の秘密の抜け穴が描かれた絵図面を取り戻しに向かった。高い戦闘力のみならずネズミの忍者の目論見を見抜く洞察力を持つ。
ネズミの忍者
ペスト菌を持ったネズミ（チュウ公）を使い夕月村から絵図面を奪う。その後、坂崎直盛になり替わり家康から莫大な報奨金を貰おうとしたがフクロウに看破され倒される。

### 二番勝負
流れ星
絵図面を使って弟の雪丸と共に真田幸村に仕官しようとした風来忍者。
雪丸
流れ星の弟。流れ星の死により、武士への仕官を目指しつつ甲賀ねむり組の殲滅を狙う
ねむり頭巾
甲賀ねむり組頭領。服部半蔵の命を受け、絵図面の奪還を狙う。片手がフックのような義手になっており、盲目であるが故に聴力や嗅覚が非常に優れている。
くちなし
甲賀ねむり組の一員。昔、生け捕りにされそうになった際自分の顔面を焼いて難を逃れた。その結果、頭蓋骨の様な顔に変化し言葉を発することが出来なくなった。甲賀ねむり組の中で唯一、雪丸に見逃された。
六法師
6人で六文銭の陣を作る真田忍党。真田幸村の命を受け絵図面を狙う。幸村への仕官を目指す雪丸と忍者は一生忍者だと言い張る六法師との交渉は決裂。

### 三番勝負
風丸
大平の里に暮らす忍者の若き頭首。平和を愛し、自由と独立を尊ぶ。絵図面を狙う甲賀・伊賀に次々と仲間を殺され、最終的に生き残りと共に里を出て行った。
爺
大平の里に暮らす平和を愛する忍者の長老。背骨の激痛は足を滑らせたことが原因だと言い張っていたが、実際は背骨の中に絵図面を隠していた。
陽炎魔
甲賀十忍衆の頭目。大平忍者を次々と殺し爺を拷問した。陽炎を発生させる「忍法陽炎」を得意とするが、風丸の相討ち覚悟の一撃により一刀両断された。

### 四番勝負
風丸
かげろう組所属の忍者。洞玄の最期の忍法山びこ（声を遠距離に送る）に呼ばれて、絵図面奪還と裏切り者の夜叉丸の抹殺を狙うが、敵はおろか、味方の素顔すら知らない状態であった。
洞玄
かげろう組所属の忍者。経緯は不明だが、夜叉丸の裏切りと飛騨忍党によって壊滅し絵図面も奪われてしまう。
つぶての狂丸
かげろう組所属の忍者。互いの顔を知らないため風丸と戦いとなり後に和解した。口からつぶてのように歯を飛ばす「口つぶて」を使う。
スリをする少女
スリを行う少女。ひょんなことから絵図面の存在を知ってしまい、かげろう組と飛騨忍党の戦いに巻き込まれる。その際、助けてくれた風丸に好意を示す。
不知火天魔
飛騨忍党の頭領。夜叉丸と手を組み、かげろう組から絵図面を奪った。口から二匹の蜘蛛を飛ばし、その糸で相手の目を縫い合わせることが出来、最期の時も風丸の目を封じた。

### 五番勝負
かすみ丸
真田幸村に雇われた少年忍者。基本的には金で動かず、絵図面奪取も自分の実力を試すためであった。卓越した人形操作技術を持ち、まるで生きてるように動かすことが出来る。また、自分の居場所をあえて敵にばらして油断させるなど機転も利く。
魔王
黒雲が峰に潜む忍者。実力主義者で、報酬には興味が無く、絵図面を餌に次々と忍者を殺していった。分身の術と眠り薬の霧を使用しかすみ丸を追い詰めるが、爆発によって落下した岩に隠れたかすみ丸の刃に刺さって死亡するが、自分諸共絵図面を川に流してしまう。

### 六番勝負
かすみ丸
真田幸村に雇われた少年忍者。五番勝負に登場したかすみ丸とは別人と思われる。柳生又右衛門尉宗矩と戦い絵図面を奪われる事態を未然に防ぐも、自らも瀕死の重傷を負う。
柳生宗矩
江戸幕府将軍家剣術指南役。本作では柳生又右衛門尉宗矩と名乗る。柳生忍群を率いて絵図面の奪取を狙うが、剣士として戦いたい思いから部下の手を借りずに戦うこと決意。

### 七番勝負
犬万
絵図面を手に入れた徳川の忍者。山犬の大群を操る「山犬忍法」の使い手で真田忍群や宿鳥を撃破したが、ガンダメには歯が立たず、分銅鎖で真っ二つにされた。白土スターシステムの一員。
宿鳥
真田忍群の刺客。無数の鳥を呼び寄せる技を得意とする。鳥が夜目の利かない弱点をつかれ、犬万に敗れ死亡した。
ガンダメ
真田忍群の刺客。分銅鎖を武器に戦う。角質化した皮膚を持ち、手裏剣や山犬忍法を物ともせず犬万を葬り去ったが、シジマの罠にかかり爆死した。
シジマ
服部半蔵が飼っている忍犬。犬万の死後絵図面を奪い、ワザとガンダメに自分を尾行させ、絵図面を埋めたと見せかけてガンダメを爆殺する。白土スターシステムの一員。「シジマ」という短編集も出ており、本作も収録されている。

### 八番勝負
伊賀丸
服部半蔵の愛弟子。徳川方・大坂方双方の注意を引きつけようとする徳川家康の命により、半蔵の屋敷から絵図面を奪いに行くことになった。
六郎太
服部半蔵の部下。裏で絵図面を奪うチャンスを窺っていた。伊賀丸と甲賀忍者が半蔵の屋敷に潜入したドサクサに紛れ絵図面を奪うが、直後に殺される（誰に殺されたのかは不明確）。
源八
甲賀忍者。絵図面を奪還するべく半蔵の屋敷に潜入、仲間の乱月のために囮となって死亡した。
乱月
甲賀忍者。絵図面奪還を果たすも、伊賀丸との戦いで右足を失うが、半蔵（徳川家康）の思惑によって見逃された。

### 九番勝負
忍者三人組
流浪の旅をする甲賀忍者達。格闘戦が得意で全身に鎖帷子を身に纏う坊主頭と巨大な斧を巧みに操る初老の男性、火薬の大爆発を利用する「甲賀忍法・黒風」を使う青年・進吾の3人で構成されている。進吾は絵図面の正体に気付いていた。
鈴彦
絵図面奪還を図る伊賀忍者。絵図面奪還を果たすも、進吾に絵図面が全然役に立たぬ物だと言われ困惑する。
白忍者
行者姿の野党集団。金になるという理由で三人組から絵図面を奪おうとするが、伊賀忍者と鉢合わせとなり、三つ巴の壮絶な忍法合戦に発展する。

### 十番勝負
猿飛佐助・霧隠才蔵
大阪城の警備を行う忍者。侵入する徳川方の忍者を次々に葬り去るが、その目的が大阪城の秘密の抜け穴だとは終盤まで気が付かなかった。
幻妙斉
天海僧正の命により秘密の抜け穴を探しに行った徳川方の忍者。内膳と夢麿の大阪城侵入を手伝うべく、囮となった。
内膳
天海の命を受けた徳川方の忍者。幻妙斉の遺体に化けた才蔵に刺される。「くも糸の秘術」で反撃するもとどめを刺す前に得物に塗られていた毒で死亡。
夢麿
天海の命を受けた徳川方の忍者。相手の隣で眠ることで夢の中に入り込むことができる「夢語り」で木村重成、豊臣秀頼等から抜け穴を聞き出そうとするが、佐助に阻止され斬られる。たまたま寄りかかった灯篭が抜け穴を開けるスイッチになっていたが、それを天海に伝える前に息絶えた。

## 評価
唐沢俊一によれば、本作は白土三平、横山光輝という忍者漫画の二大巨匠によって整合性に欠けたものになってしまった。本来このシリーズは豊臣方と徳川方双方の忍者による絵図面奪取の物語であった筈が、白土三平による第7話で早くも徳川方の忍者の親玉である服部半蔵の手に渡ってしまう。以下は唐沢の想像であるが、困った小沢さとるは絵図面の信憑性に疑問を持たせるという奇手に出て、続く石森章太郎もそれを継承した。にもかかわらずラストの横山光輝の描く家康は、小沢による抜け道など無いと洞察する家康像を無視し、娘の千姫を救いたいという矮小化された理由により抜け道を探る。

## 書誌情報
発行は全て秋田書店。

### 漫画
- サンデーコミックス版（1966年9月26日発売）、ISBN 4-253-06044-7
- 秋田漫画文庫版（上下巻2分冊版）（1976年7月20日発売）、全国書誌番号:75076797
- 秋田文庫版（2003年5月9日発売）、ISBN 4-253-17713-1
- AKITA TOP COMICS WIDE版（2013年8月29日発売）、ISBN 978-4-253-24445-9